# 柳惔
柳惔（462年—507年），字文通，河东解人。南朝齐司空柳世隆次子，本人为南朝梁官员。

## 生平

### 南朝宋年间
柳惔好学，善作文，尤其懂音律，年轻时与长兄柳悦齐名。
南朝宋昇明三年（479年），萧赜为中军大将军，命柳惔为参军，转主簿。

### 南朝齐年间
南朝齐高官王俭同时也是辞赋家、目录学家，曾对人称赞柳悦、柳惔兄弟：“柳氏二龙，可谓一日千里。”王俭任尚书左仆射时，曾拜访柳世隆家，柳世隆以为拜访自己，徘徊良久。但王俭上门后，只问柳悦和柳惔，对柳世隆说：“您贤能的儿子都有盛才，一日见顾，今故报礼。若仍相造，似非本意，恐年少窥人。”
后萧赜为齐武帝，柳惔曾参加他在烽火楼的设宴，齐武帝认为他的诗写得好，对弟弟豫章王萧嶷说柳惔不但风韵清爽，而且作文刚健秀美。
后入为尚书三公郎，累迁太子中舍人，为皇子巴东王萧子响王友（幕僚），萧子响为荆州刺史，柳惔随之赴任。萧子响昵近小人，柳惔知道要遭祸，称病回京。后萧子响作乱被杀，柳惔得免。
历任中书侍郎、中护军长史。累迁新安太守，因无政绩被免。久后，为右军谘议参军事。建武末年，为西戎校尉，永元元年（499年）四月，在宁朔将军任上为梁、南秦二州刺史。二年（500年）雍州刺史萧衍起兵，十二月，柳惔举汉中响应。三年（501年）正月，皇弟南康王萧宝融为相国，萧衍屡上表劝其登基，柳惔与竟陵太守曹景宗一同劝进。二月，萧宝融发檄文到京邑，赞柳惔等人同起义兵。三月萧宝融登基为齐和帝后，以时任征虏将军柳惔为益、宁二州刺史，后又用为侍中，领前军将军。

### 南朝梁年间
萧衍登基为梁武帝，徵柳惔为护军将军，未拜，迁太子詹事，加散骑常侍。先前萧衍任雍州刺史时，曾解茅土玉环赠柳惔。天监二年（503年）元会（新年宴会），武帝问柳惔所佩玉环是否新亭所赠。柳惔答是的，一直佩带着。武帝趁机劝酒，柳惔没喝完，武帝说：“我经常将卿比作刘越石。”罢会后，封柳惔为曲江县侯，邑千户。武帝趁宴作诗送给柳惔：“尔实冠群后，惟馀实念功。”又曾说：“徐元瑜（前广州刺史，谋袭广州，被诛）违命岭南，周朝的书说父子兄弟罪不相及，朕已放其诸子，何如？”柳惔说：“罚不及嗣，赏延于后，今复见之圣朝。”时人以为他知言。三年（504年）正月迁尚书右仆射。
天监四年（505年）十月，武帝大举北伐，以弟弟中军大将军临川王萧宏都督众军，以柳惔为副。梁军起初于五年（506年）五月攻克梁城，但七月，萧宏得知魏援军在附近，畏懦不敢进军，商议班师。左卫将军吕僧珍建议知难而退，萧宏同意，柳惔不同意：“自我大军所临，何城不服，何谓难乎？”众将也都不同意退军。九月，梁军败，萧宏、柳惔、北徐州刺史昌义之等屯梁城，北魏中山王元英又大破梁军于淮南，萧宏、柳惔、昌义之等大将五人弃梁城沿淮东逃，米三十万石为魏所获。元英追杀梁军到马头，擒梁将四十二人，斩获五万有余。北伐失败，柳惔复为仆射，因久病转金紫光禄大夫，加散骑常侍，给亲信二十人。未拜，六年（507年）六月出为使持节、安南将军、湘州刺史。十月，卒于州。武帝为他素服举哀，赠侍中、抚军将军，给鼓吹一部。谥穆。

## 性格特点
柳惔度量宽博，家人未尝见其喜怒。很敬重妻子，以至于畏惮她，虽然本性爱音乐，却不敢看漂亮的女伎。仆射张稷与柳惔关系亲密，得柳惔妻敬重。张稷每拜见柳惔，必先相问夫人。柳惔每欲见女妓，都通过张稷请奏妻子。其妻隔幔坐，妓女才出来，柳惔才能看到。

## 作品
柳惔著《仁政传》及《诸诗赋》，粗有辞义。有文集《柳惔集》二十卷。

## 子孙
- 柳昭（或作柳照），官至中书郎，袭爵曲江侯[1][2]
- 柳明（本作柳昞，避唐世祖讳改）
  - 柳裘，隋朝大将军
- 柳晖，南朝梁吏部尚书
  - 柳䛒，字顾言，隋朝秘书丞、汉南公
    - 柳逊，隋朝屯田侍郎，夫人萧𫱮媄
      - 柳尚真，司门员外郎
        - 柳思让，巴州刺史
        - 柳俭，兵部员外郎
- 柳映
  - 柳奭（非唐高宗宰相柳奭）
    - 柳善才，荆王侍读
      - 柳尚素，江陵令
        - 柳庆休，渤海丞
          - 柳识，字方明，屯田郎中、集贤殿学士
          - 柳浑[17]

## 评价
- 《梁书》：“昔窦融以河右归汉，终为盛族；柳惔举南郑响从，而家声弗霣（同“殒”），时哉！”即认为柳惔举汉中起兵响应萧衍，因而光大家门，可与两汉之际归顺中央的窦融相比较。
- 《南史》：“世隆文武器业，殆人望也，诸子门素所传，俱云克构。”指柳世隆诸子能传承先辈门风，完成前辈事业。

## 延伸阅读
[在维基数据编辑]
 《梁書·卷12》，出自姚思廉《梁書》